# Negeta lacteola
Negeta lacteola är en fjärilsart som beskrevs av Paul Mabille 1880. Negeta lacteola ingår i släktet Negeta och familjen trågspinnare. Inga underarter finns listade i Catalogue of Life.